# Kogarasu-maru

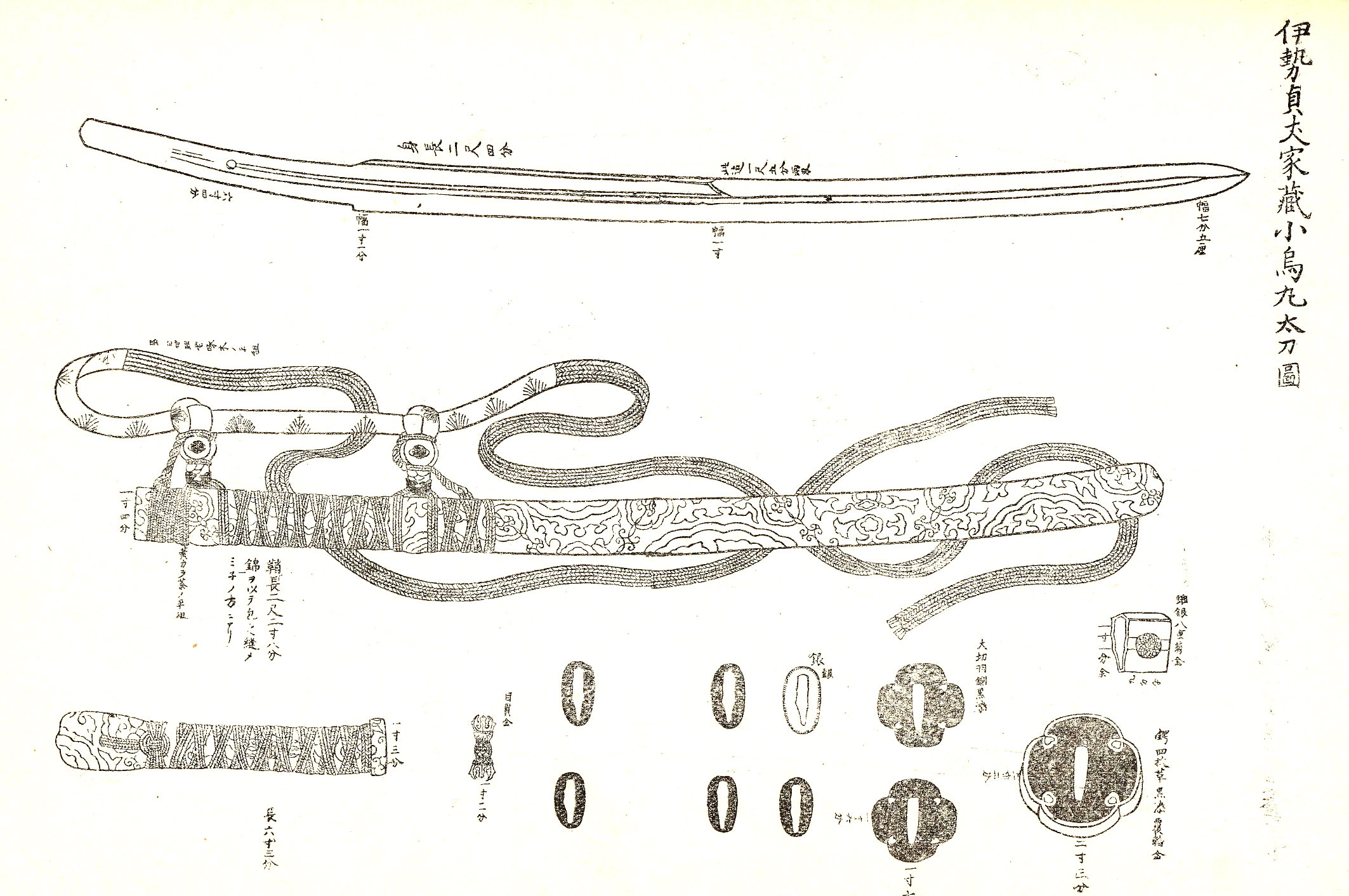
Kogarasu-maru wraz z koshirae (akcesoriami stanowiącymi „ozdobny strój miecza” japońskiego)

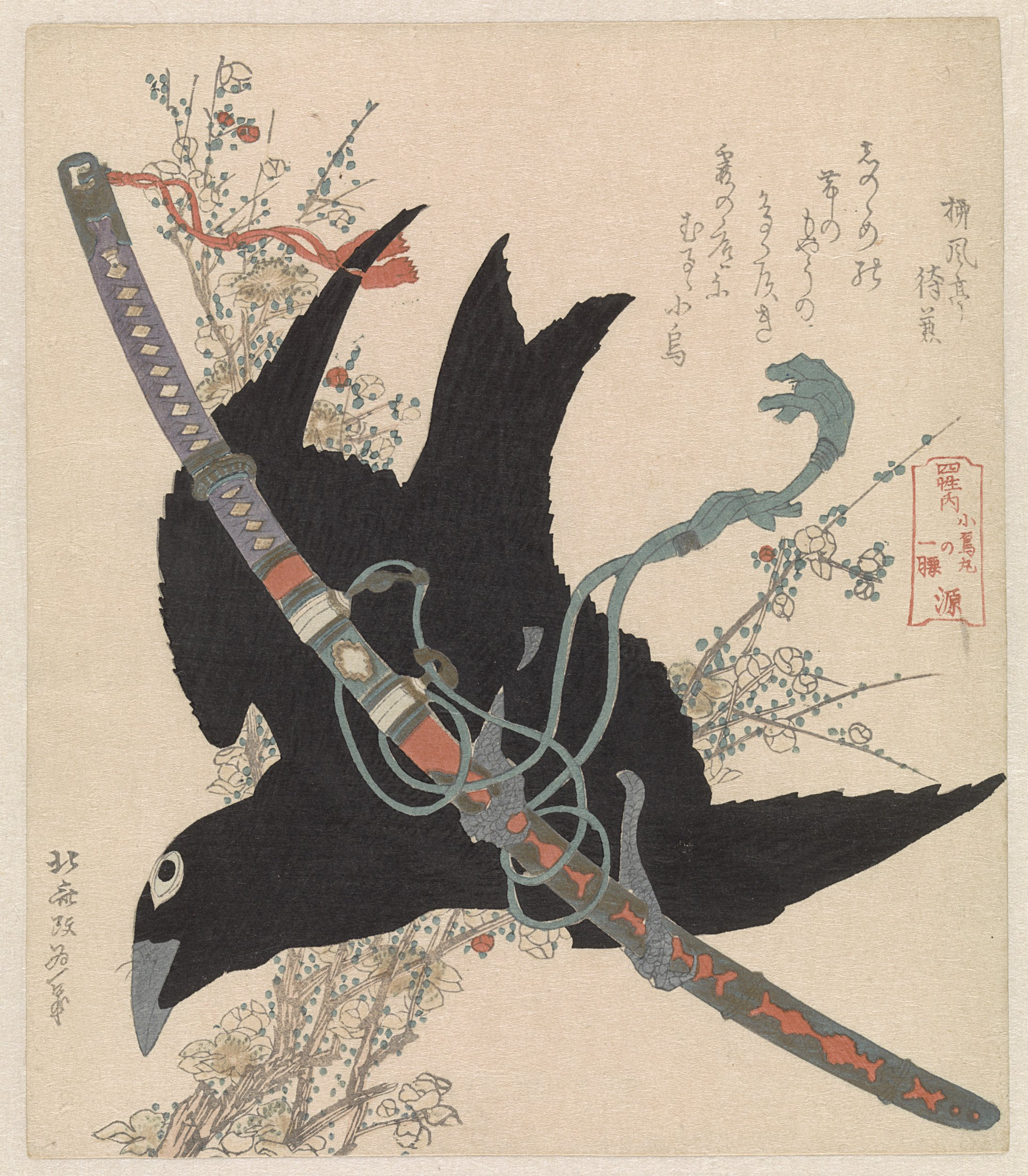
Hokusai Katsushika (1760–1849), Kruk lecący z mieczem Kogarasu-maru rodu Minamoto w szponach

Kogarasu-maru (jap. 小烏丸) – miecz japoński o historycznym znaczeniu, przedmiot wielu legend oraz wersji dotyczących zmieniającej się jego nazwy. Przez długie lata należał m.in. do rodów Minamoto i Taira, a obecnie znajduje się w kolekcji broni cesarza. Głownia nie posiada sygnatury wytwórcy, ale autorstwo przypisywane jest legendarnemu płatnerzowi cesarskiemu o imieniu Amakuni, żyjącemu w VIII wieku.

## Klasyfikacja i historia
Miecz ten zaliczany jest do typu kogarasu-zukuri. Kształt głowni klasyfikowany jest jako typ broni długiej, o głowni zakrzywionej w charakterystyczny łukowaty sposób, obosiecznej na końcu i jednosiecznej na pozostałej długości (kissaki-moroha-zukuri). Ostrze symetryczne na całej długości lub tylko na odcinku sztychu. Był formą przejściową pomiędzy starym, obosiecznym, prostym japońskim tsurugi wywodzącym się od chińskich mieczy jian a tradycyjnym japońskim zakrzywionym jednosiecznym tachi. Od niego też ostatecznie wyewoluowała katana. Był to rodzaj miecza popularny od końca okresu Nara (710–794) przez cały okres Heian (794–1185)).
Kogarasu-maru ma długość 62,8 cm. Jedna krawędź ostrza jest ukształtowana w sposób podobny do tachi, z tym że, w przeciwieństwie do tachi, pióro jest symetryczne i obosieczne, podobne do europejskiego miecza i japońskiej włóczni (yari), z wyjątkiem około 20 cm od strony tylnej najbliższej rękojeści, gdzie jest zaokrąglone. Struzina – koshi-hi, czyli rowek lub zbrocze biegnie, podobnie jak w nakago, od rękojeści do punktu, gdzie ostrze staje się bronią obosieczną.

Głownia miecza Kogarasu-maru

Nazwa Kogarasu-maru, oznaczająca „mała wrona” lub „mały kruk”, pochodzi z jednej z legend, mówiącej o tym, że ten miecz wyszedł ze skrzydeł kruka, który pojawił się przed cesarzem Kammu (panował w latach 781–806). Kruk nazwał siebie posłańcem z Wielkiej Świątyni Ise. W ciągu lat miecz zmieniał właścicieli, a po bitwie w zatoce Dan-no-Ura w 1185 roku uznano, że zaginął. W 1785 roku odkryto jednak, że był on w posiadaniu rodu Ise, potomków klanu Taira. W czasie restauracji Meiji w 1867 roku miecz został sprzedany rodzinie Sō, która z kolei w 1882 roku przekazała go cesarzowi Meiji. Od tego czasu własność oryginalnego miecza należy do japońskiej rodziny cesarskiej.